# Serhiï Kiritchenko
Serhiï Kiritchenko (en ukrainien : Сергій Олександрович Кириченко), né le 4 mai 1952 est un général ukrainien qui occupait le poste de chef d'état-major de l'armée d'Ukraine.

## Carrière
Après la dislocation de l'U.R.S.S. il commandait la 128e brigade d'assaut de montagne puis au Q.G. du 13e corps d'armée.
Il fut chef d'état-major de l'armée et vice ministre de la défense de 2004 à 2009.
Il fut élu pour la 3e législature du Parlement ukrainien (1998-2002).